# Jörg Schmidt (Kanute)
Jörg Schmidt (* 16. Februar 1961 in Ost-Berlin; † 21. Juli 2022) war ein deutscher Kanute, der für die DDR antrat.
Jörg Schmidt begann seine sportliche Laufbahn 1972 bei der BSG Turbine Halle. Ab 1974 besuchte er die Kinder- und Jugendsportschule in Magdeburg, ab 1975 startete er für den SC Berlin-Grünau. 1984 nach seiner Heirat mit Birgit Fischer wechselte er zum ASK Vorwärts Potsdam. 
Schmidt gewann 1977 bei der Spartakiade im Einer-Canadier über 1000 Meter. 1979 war er dreifacher Juniorenmeister der DDR. Seinen ersten Meistertitel in der Erwachsenenklasse gewann Schmidt 1980 über 1000 Meter vor Eckhard Leue. Bei den Olympischen Spielen 1980 trat Leue an und gewann die Bronzemedaille. 1982 gewann Schmidt sowohl die DDR-Meisterschaft über 500 Meter als auch die über 1000 Meter. Über 1000 Meter besiegte er dabei Eckhard Leue und Ulrich Papke, der 1981 den Weltmeistertitel über diese Distanz gewonnen hatte. Schmidt vertrat die DDR auch bei der Weltmeisterschaft in Belgrad und gewann den Titel über 1000 Meter. 1983 verteidigte Schmidt seinen DDR-Meistertitel über 1000 Meter. 1984 vertrat Schmidt die DDR bei den Wettkämpfen der Freundschaft, den Ersatzwettkämpfen für Sportler aus Ländern, die an den Olympischen Spielen in Los Angeles wegen des Olympiaboykotts nicht teilnahmen. Bei den Wettkämpfen der Freundschaft belegte Jörg Schmidt den zweiten Platz hinter dem für die Sowjetunion startenden Letten Ivans Klementjevs. 
1986 belegte Schmidt bei der DDR-Meisterschaft den zweiten Platz über 500 Meter hinter Olaf Heukrodt und über 1000 Meter hinter Ulrich Papke. 1987 siegte Heukrodt auf beiden Distanzen vor Schmidt. Fünf Jahre nach seinem letzten Meistertitel gewann Schmidt 1988 noch einmal über 1000 Meter. Bei den Olympischen Spielen 1988 erhielt Jörg Schmidt die Silbermedaille hinter Ivans Klementjevs. Für diesen Erfolg wurde er mit dem Vaterländischen Verdienstorden in Silber ausgezeichnet. Diesen Orden erhielt er auch 1984.
Jörg Schmidt war gelernter Elektromonteur und stieg bei der NVA zum Offizier auf. Von 1984 bis 1993 war Schmidt mit der Kanutin Birgit Fischer verheiratet, aus der Ehe gingen zwei Kinder hervor.